# Арабская клавиатура

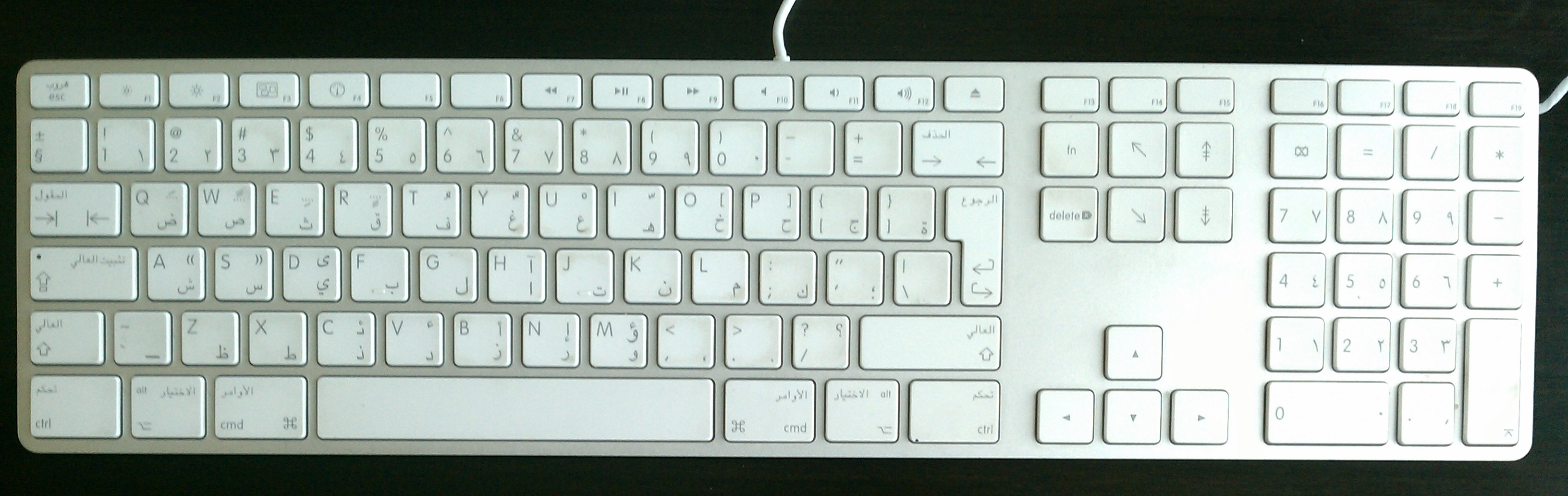
Арабская клавиатура

Арабская клавиатура (араб. لوحة المفاتيح العربية‎ lawḥat al-mafātīḥ al-`Arabīyyah) — это арабская раскладка клавиатуры, используемая для арабского языка. При выборе арабской раскладки на клавиатуре компьютер автоматически меняет направление печати.

## Варианты раскладок клавиатуры

### Арабская пишущая машинка
Первый арабский макет для пишущих машинок был изобретен Селимом Шибли Хаддадом, сирийским художником и изобретателем, в 1899 году.